# Pere Gabriel i Faus
Pere Gabriel i Faus (Alàs, província de Lleida, 1855 -1925) va ésser un hisendat que signà el Missatge a la Reina Regent (1888) i fou delegat de la Unió Catalanista i de la comarca de l'Alt Urgell a l'Assemblea de Manresa (1892).